# Fasst euch ein Herz
Fasst Euch ein Herz ist das vierte Studioalbum des deutschen Musikers Felix Meyer, welches am 22. April 2016 veröffentlicht wurde. Das Album wurde von Thommy Krawallo produziert.

## Entstehung
Nach der Veröffentlichung des Vorgänger-Albums Menschen des 21. Jahrhunderts bei Löwenzahn Medien, einiger großer Festival Auftritte, verschiedener Deutschland-Tourneen, Gastauftritten bei Konstantin Wecker und bei Wenzel sowie dem Dreh einer Arte-Dokumentation wollte die Band andere Produktionswege ausprobieren, schloss eine Crowdfunding-Kampagne erfolgreich ab und nahm das ganze Album live im Studio mit dem Produzenten Thommy Krawallo auf. Der Name Felix Meyer wurde erweitert auf Felix Meyer & project île.
Das Album enthält 12 neue Stücke des Liedermachers und seiner Band.

## Titelliste
| #   | Titel                      | Länge |
| --- | -------------------------- | ----- |
| 1.  | Liebevoll bis menschenleer | 3:18  |
| 2.  | Fasst Euch ein Herz        | 2:41  |
| 3.  | Das Hier                   | 3:10  |
| 4.  | Die Auflösung              | 3:53  |
| 5.  | Gelegenheit macht Liebe    | 4:16  |
| 6.  | Kann sein                  | 5:05  |
| 7.  | Nach der Mittelmäßigkeit   | 3:03  |
| 8.  | Eine von Millionen         | 3:54  |
| 9.  | Die Bestie                 | 3:30  |
| 10. | Vor dem Fenster            | 3:44  |
| 11. | Schwarz/weiß               | 4:58  |
| 12. | Schlaflied                 | 3:20  |

## Besetzung
- Felix Meyer – Text & Gesang
- Erik Manouz – Gitarre, Percussion, Gesang
- Olaf Niebuhr – Gitarre, Banjo, Gesang
- Johannes Sens – Schlagzeug, Percussion
- Claudius Tölke – Kontrabass, E-Bass, Gesang
- Johannes Bigge – Piano, Akkordeon

## Kritik
Petra Schwarz meinte im Deutschlandfunk, dass der Titel des neuen Albums von Felix Meyer  „Programm“ sei. „Der Singer/Songwriter appelliert an das Gefühl, und gleichzeitig fordert er von allen mehr Mut. Doch statt vordergründig zu agitieren, findet Felix Meyer für seine Gedanken poetische Bilder, die er mal melancholisch, mal aufrüttelnd ins Mikrofon singt.“
Alexander Kinsky schreibt auf Hinter den Schlagzeilen: „Die CD ist live im Studio eingespielt, was den Liedern eine besondere Gegenwärtigkeit verleiht: handgemachte, einfach gute Arrangements, die mitreißen und staunen machen ob der vielen kreativen Ideen darin. Die Lieder sind gut durchhörbar, ohne jemals ins Billige, ins Klischeehafte abzugleiten.“
Johannes Mihram betont auf Plattentests.de, dass Meyers Stimme in den ruhigen Momenten „Luft zu mehr Facettenreichtum“ erhalte und weist auf die programmatische Vielfalt hin: „Neben Liebesliedern finden verstärkt gesellschaftskritische Songs Einzug ins Programm.“ Das Album eröffne mit dem Anti-Kriegssong „Liebevoll bis menschenleer“. In dem Song „Vor dem Fenster“ begegne dem Sänger „ein weißer Panzer für den Weg zum Kindergarten / Den lieben Kleinen als Schutzgeleit“. Meyer und seine Band seien mit dem Album „auf einem guten Weg“.